# Joe Ranft
 (juillet 2023).
 (juillet 2023).
Joe Ranft, né le 13 mars 1960 à Pasadena (Californie), et mort le 16 août 2005 dans le comté de Mendocino (Californie) à la suite d'un accident de voiture, est un acteur, scénariste, réalisateur, magicien et producteur américain. Collaborateur des studios Pixar, il fut surnommé le « Cœur de Pixar ». Il a été un ami très proche de John Lasseter, Tim Burton, Henry Selick, Brenda Chapman, Brad Bird, Bob Peterson, Kelly Asbury, Andrew Stanton et Pete Docter.
Il a participé à l’élaboration des storyboards de La Petite Sirène, a assuré la supervision seul des storyboards de L'Étrange Noël de monsieur Jack et de James et la Pêche géante avec Kelly Asbury, deux films en stop motion réalisés par Henry Selick. Il a collaboré à l’histoire et aux storyboards sur Oliver et Compagnie, La Belle et la Bête et sur Le Roi lion. Il a été co-scénariste (avec notamment Karey Kirkpatrick), responsable de l’histoire, des storyboards et auteur de l’histoire originale sur Bernard et Bianca au pays des kangourous.
C’est chez les studios Pixar où il participera à l’écriture de l’histoire originale, la supervision des storyboards et de l’histoire sur Toy Story (avec Robert Lence pour la supervision), Toy Story 2 (avec Dan Jeup pour la supervision) et 1 001 Pattes.
Il devient co-réalisateur, co-scénariste et co-auteur de l’histoire originale, avec principalement John Lasseter, sur Cars, quatre roues.
Il occupa le poste de producteur exécutif sur Les Noces funèbres, un film en stop motion de Tim Burton produit par Warner Bros., dont il a imaginé l’histoire originale en se basant sur un conte russe du XVIIIe siècle.

## Biographie

### Enfance et adolescence
Joseph Henry Ranft, dit Joe Ranft, naît le 13 mars 1960 à Pasadena, en Californie. Il montre un intérêt pour les histoires, le dessin, la magie (il entrera à l’âge de 15 ans au Magic Castle Junior Group), l’accordéon, la comédie ainsi que l’art. Ses parents se montrent très favorables et ne cessent d’encourager leur fils aîné en lui offrant de la peinture et des pinceaux. Au lycée, Joseph gagne même un concours d’art local, ce qui contribue à accroître son intérêt.
Il aime faire rire ses amis, sa famille et les gens. Il les divertit en récitant de mémoire les routines des célèbres Monty Python et en imitant les cartoons de Warner Bros.. Il adore lire des livres et les Mad Magazines. Ses écrivains favoris sont Kurt Vonnegut, Hunter S. Thompson et Tom Wolfe. Ses magiciens préférés étaient John Carney, Daryl, Michael Ammar, Ricky Jay et Jimmy Grippo. Mais c’est le scénariste-concepteur de personnages William Peed (Les 101 Dalmatiens, Merlin l'Enchanteur, Peter Pan ou La Belle au bois dormant…), dit Bill Peet qui marque profondément l’imaginaire de Joseph.
Après avoir obtenu son diplôme au Monte Vista High School, sur les encouragements de ses professeurs, il intègre le California Institute of the Arts (CalArts), une école fondée par Walt Disney en 1961. Il étudie l’animation des personnages pendant trois ans au sein du Disney Training Program. C’est dans cet école qu’il rencontrera et se liera d’amitié avec John Lasseter, Brad Bird, Brenda Chapman, Kelly Asbury, Henry Selick, Tim Burton ou encore Rob Minkoff. Au bout de ces trois années, en 1980, il anime et réalise son premier court-métrage intitulé Good Humor, qui lui vaut d’être remarqué chez les exécutifs de chez Disney. Ils l’engagent.

### Carrière
Sous l’aile de son mentor Eric Larson, il commence sa carrière chez les Walt Disney Animation Feature Studios en tant que scénariste, artiste de storyboard et animateur. Ses premiers travaux débutent sur l’animation de certains personnages sur Rox et Rouky, les storyboards de certains scènes de Taram et le Chaudron magique, de Basil, détective privé, la manipulation et la création de marionnettes sur le téléfilm Hansel et Gretel réalisé par son ami Tim Burton. Mais le succès de ces productions est laborieux. Le département de l’animation Disney souffre d’un puissant manque de créativité et de motivation depuis la mort de Walt Disney. Il participe à l’écriture de l’histoire d’un court-métrage intitulé Fun With Mr. Future où une tête parlante animatronique explique à quoi ressemblera l'avenir un jour. Co-écrit avec le directeur artistique Michael Giaimo, le storyboardeur Ed Gombert et le réalisateur Darrell Van Cliters, il n'est cependant pas choisi pour être diffusé.
C’est à partir de 1987 que sa carrière prend un nouveau tournant. Il choisit avec plusieurs collègues de reprendre la production abandonnée d’un film d’animation créé par Glen Keane et John Lasseter : Le Petit Grille-pain courageux inspiré d’une nouvelle de Thomas M. Disch. Il part en Taïwan pour la production de ce film. Ici, il assume la tâche de la co-écriture du script (avec Jerry Rees et Brian McEntee), la création des storyboards (avec Henry Selick, Alex Mann, Jerry Rees et Darrell Rooney) et la direction de l’animation (avec Randy Cartwright et Rebecca Rees). Le film est un excellent succès commercial et est majoritairement acclamé par les critiques. Il fait aussi ses débuts de comédien en donnant sa voix au personnage Elmo St Peters. Il fera preuve de son don pour le doublage en incarnant Lenny les jumelles (Toy Story), Heimlich la chenille (1 001 Pattes) Siffli le pingouin (Toy Story 2), Igor le serviteur (L’Étrange Noël de Monsieur Jack) et Jacques la Crevette Nettoyeuse Française (Le Monde de Nemo).
Il imagine et écrit le scénario, avec Tad Stones et Michael Giaimo, d’un court-métrage intitulé Fou de foot qui réunit les personnages de Dingo, Balthazar Picsou, les Rapetou ainsi que Riri, Fifi et Loulou Duck pour un match de football. Il rend un hommages à la série de courts-métrages loufoques Comment faire… à la manière de Dingo.
Petit à petit, la participation de Ranft ne cesse de s’enrichir de nouvelles expériences en ne cessant de contribuer à la création de films considérés aujourd’hui comme des chefs-d’œuvre : storyboardeur sur Qui veut la peau de Roger Rabbit ; histoire originale et storyboards sur Oliver et Compagnie ; storyboardeur sur La Petite Sirène ; histoire originale et storyboards sur La Belle et la Bête ; histoire originale et storyboards sur Le Roi lion.
Sur, Bernard et Bianca au pays des kangourous, il démontre multiples talents : scénariste avec Karey Kirkpatrick, Jim Cox et Byron Simpson. Auteur de l’histoire originale en se basant sur les livres de Margery Sharp et enfin, responsable de l’histoire et des storyboards. Thomas Schumacher, vice-président exécutif des Walt Disney Feature Animation Studios de l’époque et producteur du film, dira à son sujet qu’il l’a choisi pour "sa capacité à changer et à transformer grâce à l'excellence de l'idée".
Tout au long du processus de storyboard, Ranft renforce constamment le moral créatif de son équipe, mais dessine rarement lui-même des séquences de storyboard.
En plus de cela, Ranft entre en désaccord créatif avec la direction du studio et les responsables marketing, y compris un désaccord où il opte pour le casting d'un enfant acteur australien aborigène pour interpréter Cody, finalement annulé par la décision de lancer "un petit enfant blond blanc". Le film sera un échec commercial, mais sera un excellent succès critique et aura permis l’utilisation de l’ordinateur comme outil de plans difficiles à effectuer sans son utilisation.
Après avoir passé environ dix ans de travail dans l’animation, il déménage de Los Angeles à San Francisco dans l’intention de créer des histoires pour enfants. Malheureusement, toutes ses idées d’histoires ont été refusées une par une. C’est après cette consternation qu’il reçoit un appel d’Henry Selick. Il lui propose de participer à un projet en cours d’écriture : L’Étrange Noël de Monsieur Jack, projet basé sur un poème de son ami Tim Burton, est la première participation de Joseph sur un film en animation image par image (plus communément appelé le « Stop Motion ». Le réalisateur du film Henry Selick et Burton choisissent pour Ranft comme responsable des storyboards en raison de son « immense capacité à créer des histoires » et de ses « personnages ancrés sur Terre comme dans leurs rêves ». Joseph convaincra son ami Kelly Asbury de rejoindre la production du film comme assistant directeur artistique de Burton. Ranft donnera également sa voix à un personnage nommé Igor, assistant du docteur Frinkelstein. Selick demandera quelques années plus tard les services de Joseph pour superviser les storyboards de James et la Pêche géante, adaptation en Stop Motion du célèbre roman de Roald Dahl. Il acceptera et convaincra à nouveau Asbury de superviser cette fois-ci, à ses côtés, les storyboards du film.
Entre-temps, il a commencé en parallèle une carrière de professeur dans son ancienne école de la California Institute of Arts. Il y enseigne le storyboard, la narration et la création d'histoires. Joe propose plusieurs exercices, dont un consistant à créer une histoire en dix minutes et la raconter devant toute la classe. Parmi ses élèves se trouvaient Pete Docter, Miguel Domingo Cachuela, Jim Capobianco ou encore Andrew Stanton.
En 1991, John Lasseter lui propose d’intégrer un studio qu’il a co-fondé avec Steve Jobs, Ed Catmull et Alvy Ray Smith : Pixar. Alternant les présences entre les studios Disney et les studios Pixar (jusqu’en 1999 où il rejoindra définitivement Pixar), il devient le premier responsable d’histoire et de storyboards chez le petit studio en stade d’expansion. Il sera de 1991 à 2005, chef du département Scénario et Storyboard.
Il rencontre les animateurs Andrew Stanton et Pete Docter (Ranft avait proposé à Lasseter d'engager Docter en 1990) et fera connaissance avec tous les autres employés du studio jusqu’à sa mort. Avec Lasseter, Docter et Stanton, ils imagineront une histoire qui sera le moteur du premier long-métrage de Pixar : Toy Story.
L'implication de Ranft faisait partie intégrante du film, car il a scénarisé la scène Green Army Men (avec Bud Luckey), la chambre et les jouets de Sid (avec Jeff Pidgeon) et la scène de poursuite décisive (avec Andrew Stanton) entre autres séquences.
En plus d'une contribution spéciale aux Oscars, Ranft et ses collègues scénaristes obtiennent une nomination à l'Oscar du meilleur scénario original, une première pour un film d'animation.
Lors d'une pause déjeuner, plusieurs semaines avant la finalisation de Toy Story avec Stanton, Docter et Lasseter sont imaginés : 1 001 Pattes, Toy Story 2, Monstres et Cie, Le Monde de Nemo et WALL-E. Lorsque Toy Story sort au cinéma, Joe participe avec Lasseter et Stanton aux premières ébauches scénaristiques de leur deuxième film 1 001 Pattes.

## Filmographie

### Comme réalisateur
- 2006 : Cars co-réalisateur avec John Lasseter

### Comme producteur exécutif
- 2005 : Les Noces funèbres (Corpse Bride)

### Comme directeur d'écriture
- 1990 : Bernard et Bianca au pays des kangourous (The Rescuers Down Under)
- 1993 : L'Étrange Noël de monsieur Jack (The Nightmare Before Christmas)
- 1995 : Toy Story avec Robert Lence
- 1996 : James et la pêche géante (James and the Giant Peach ) avec Kelly Asbury
- 1998 : 1 001 Pattes (A Bug's Life)
- 1999 : Toy Story 2 avec Dan Jeup
- 2006 : Cars

### Comme scénariste
- 1982 : Fun with Mr. Future histoire originale et scénario avec Ed Gombert, Darrell Van Cliters et Michael Giaimo
- 1987 : Fou de foot histoire originale et scénario avec Tad Stones et Michael Giaimo
- 1987 : Le Petit Grille-pain courageux (The Brave Little Toaster) scénario avec Jerry Rees, histoire originale avec Jerry Rees et Brian McEntee et responsable de l’animation avec Randy Cartwright et Rebecca Rees
- 1988 : Oliver et Compagnie (Oliver and Company) histoire originale
- 1990 : Bernard et Bianca au pays des kangourous (The Rescuers Down Under) co-scénariste avec Karey Kirkpatrick, Jim Cox et Byron Simpson et histoire originale
- 1991 : La Belle et la Bête (Beauty and the Beast)
- 1994 : Le Roi lion (The Lion King)
- 1995 : Toy Story (Toy Story) avec John Lasseter, Andrew Stanton et Pete Docter (histoire originale)
- 1996 : La Flèche bleue (La freccia azzurra)
- 1998 : 1 001 Pattes (A Bug's Life) avec John Lasseter et Andrew Stanton (histoire originale)
- 1999 : Toy Story 2
- 2005 : Les Noces funèbres (Corpse Bride) Histoire originale
- 2006 : Cars co-scénariste avec John Lasseter, Dan Fogelman, Kiel Murray, Jorgen Klubien et Phil Lorrin et histoire originale avec John Lasseter et Jorgen Klubien
- 2006 : Martin et la Lumière fantôme avec John Lasseter et Dan Scanlon (histoire originale dont il a dessiné plusieurs croquis avant sa mort)

### Comme storyboardeur
- 1987 : Le Petit Grille-pain courageux (The Brave Little Toaster)
- 1988 : Qui veut la peau de Roger Rabbit (Who Framed Roger Rabbit ?)
- 1989 : La Petite Sirène (The Little Mermaid) avec Roger Allers, Brenda Chapman, Matthew O'Callaghan, Gary Trousdale, Ed Gombert et Thom Enriquez
- 1991 : Retour vers le futur (Back to the Future: The Animated Series) Épisode Brothers
- 1993 : Les Végétaloufs épisode Where's God When I'm S-Scared?
- 1999 : Le Géant de fer (Iron Giant) avec Craig McCracken, Genndy Tartakovsky, Mark Andrews, Dean Wellins, Piet Kroon, Fergal Reilly et Viki Anderson
- 2000 : Bob l'éponge Épisode Christmas Who avec Dean DeBlois, Chris Sanders, Roger Allers, Ed Gombert et Burny Mattinson
- 2001 : Monstres et Cie (Monstres, Inc.)

### Comme acteur
- 1982 : Luau : I.Q.
- 1987 : Le Petit Grille-pain courageux (The Brave Little Toaster) : Elmo St. Peters (voix)
- 1988 : Qui veut la peau de Roger Rabbit (Who Framed Roger Rabbit ?) : Goons (voix)
- 1988 : Le Petit Dinosaure et la Vallée des merveilles (The Land Before Time) : Spike (voix)
- 1993 : Les Razmoket (Rugrats) (série télévisée) : Câlins (voix)
- 1993 : L’Étrange Noël de Monsieur Jack (The Nightmare Before Christmas) : Igor, le serviteur
- 1995 : Toy Story : Lenny the Binoculars (voix)
- 1998 : Scooby-Doo sur l'île aux zombies (Scooby-Doo on Zombie Island) : Jack (voix)
- 1998 : 1 001 Pattes (A Bug's Life) : Heimlich (voix)
- 1998 : Hé Arnold ! (Hey Arnold!) (série télévisée) : M. Gammelthorpe (voix)
- 1999-2002 : Rolie Polie Olie (série télévisée) : Oncle Gizmo / Dan Bevel (voix)
- 1999 : Scooby-Doo et le Fantôme de la sorcière (Scooby-Doo and the Witch's Ghost) : Enormous Turkey (voix)
- 1999 : Pokémon, le film : Mewtwo contre-attaque (Pokémon: The First Movie} : David (voix)
- 1999 : Toy Story 2 : Wheezy the Penguin (voix)
- 2000 : Pokémon 2 : Le pouvoir est en toi : Jim (voix)
- 2000 : Thomas et le Chemin de fer magique (Thomas and the Magic Railroad) : Donald (voix)
- 2000 : Buzz l'Éclair, le film : Le Début des aventures (vidéo) : Wheezy (voix)
- 2000 : Scooby-Doo et les Extraterrestres (Scooby-Doo and the Alien Invaders) : Spider (voix)
- 2000 : Seul au monde (Cast Away) : London Captain (non-crédité)
- 2001 : Monkeybone : Streetsquash Rabbit (voix)
- 2001 : Scooby-Doo et la Cybertraque (Scooby-Doo and the Cyber Chase) : crétin de lune #1 (voix)
- 2001 : Monstres et Cie (Monsters, Inc.) : Pete Claws Nerd (voix)
- 2002 : Hé Arnold ! le film (Hey Arnold!: The Movie) : Général Dick Horowitz (voix)
- 2002 : Jonas et les Végétaloufs (Jonah: A VeggieTales Movie) : Fisher (voix)
- 2003 : Le Monde de Nemo (Finding Nemo) : Jacques (voix)
- 2003 : Kim Possible (série télévisée) : Homme à la rue (voix)
- 2004-2008 : Miss Spider (série télévisée) : Gus (voix)
- 2004 : Les Indestructibles (The Incredibles) : garde (voix)
- 2004 : Bob l'éponge, le film (The SpongeBob SquarePants Movie) : Reporters (voix)
- 2006 : Cars (Cars) : Red / Peterbuilt (voix)
- 2006 : Ratatouille (teaser) : Horst (Voix)

## Récompenses et distinctions

### Nominations
- Oscar du meilleur scénario original pour Toy Story